# 제62회 아카데미상
제62회 아카데미상은 1990년 3월 26일에 열린 시상식이다. LA 도로시 챈들러 파빌리온에서 개최되었으며 사회자는 빌리 크리스털이다.

## 후보 및 수상

### 작품상
- 드라이빙 미스 데이지 - 리처드 D. 자눅 수상
- 7월 4일생 - A. 키트먼 호
- 죽은 시인의 사회 - 스티븐 하프트
- 꿈의 구장 - 로렌스 고든
- 나의 왼발 - Noel Pearson

### 남우주연상
- 나의 왼발 - 다니엘 데이 루이스 수상
- 7월 4일생 - 톰 크루즈
- 죽은 시인의 사회 - 로빈 윌리엄스
- 드라이빙 미스 데이지 - 모건 프리먼
- 헨리 5세 - 케네스 브레너

### 여우주연상
- 드라이빙 미스 데이지 - 제시카 탠디 수상
- 까미유 끌로델 - 이사벨 아자니
- 사랑의 행로 - 미셸 파이퍼
- 뮤직 박스 - 제시카 랭
- 여자의 이별 - 폴린 콜린스

### 남우조연상
- 영광의 깃발 - 덴젤 워싱턴 수상
- 범죄와 비행 - 마틴 랜도
- 똑바로 살아라 - 대니 에일로
- 드라이빙 미스 데이지 - 댄 애크로이드
- 백색의 계절 - 마론 브란도

### 여우조연상
- 나의 왼발 - 브렌다 프리커 수상
- 적 그리고 사랑 이야기 - 안젤리카 휴스턴
- 적 그리고 사랑 이야기 - 레나 올린
- 우리 아빠 야호 - 다이앤 위스트
- 철목련 - 줄리아 로버츠

### 감독상
- 7월 4일생 - 올리버 스톤 수상
- 범죄와 비행 - 우디 앨런
- 죽은 시인의 사회 - 피터 위어
- 헨리 5세 - 케네스 브래너
- 나의 왼발 - 짐 쉐리단

### 각본상
- 죽은 시인의 사회 - 톰 슐만 수상

### 각색상
- 드라이빙 미스 데이지 - 알프레드 어리 수상

### 촬영상
- 영광의 깃발 - 프레디 프란시스 수상

### 편집상
- 7월 4일생 - 데이빗 브레너 수상

### 미술상
- 배트맨 - 안톤 펄스트 수상

### 의상상
- 헨리 5세 - 필리스 달톤 수상

### 분장상
- 드라이빙 미스 데이지 - Manlio Rocchetti 수상

### 음악상
- 인어 공주 - 앨런 멘켄 수상

### 주제가상
- 인어 공주 - 앨런 멘켄 수상

### 음향편집상
- 인디아나 존스 - 최후의 성전 - 벤 버트 수상

### 음향믹싱상
- 영광의 깃발 - Donald O. Mitchell 수상

### 시각효과상
- 심연 - Hoyt Yeatman 수상

### 외국어영화상
- 시네마 천국 - 쥬세페 토르나토레 수상

### 단편애니메이션상
- Balance - Christoph Lauenstein 수상

### 단편영화상
- Work Experience - James Hendrie 수상

### 장편다큐멘터리상
- Common Threads: Stories from the Quilt - Robert Epstein 수상

### 단편다큐멘터리상
- The Johnstown Flood - Charles Guggenheim 수상

### 공로상
- 구로사와 아키라 수상

### 진 허숄트 박애상
- Howard W. Koch 수상

### 고든 소이어 상
- Pierre Angenieux 수상

## 같이 보기
- 제10회 골든 래즈베리상
- 제47회 골든 글로브상
- 제43회 영국 아카데미 영화상